# 和様
和様（わよう）とは、日本風あるいは、日本様式の事物を意味し、中国風・中国様式を意味する唐様に対して用いられる。狭義では和様建築を指して用いられる場合が多いが、書道をはじめとして絵画や彫刻など、日本美術史において日本風が顕著になった平安時代中期から後期にかけての作品に対して広く用いられる用語である。ただし、和様とされるものの多くは純粋な意味での日本古来のものではなく、その原形は飛鳥・奈良時代に唐から受容された文物を日本の風土と日本人の感性に合わせる形で改良することによって成立した文化様式である。
9世紀半ば以後、中国を支配してきた唐の衰退に伴って遣唐使が派遣されることが無くなり（894年に正式に廃止）、代わって日本独自の文化（国風文化）が登場するようになった。特に日本語表記が確立された点が大きく、仮名の使用は長い間女性に限定されていたと言われてきたが、実際には和歌を中心として男性が非公式の場において平仮名を用いる事もあり、日本最初の勅撰和歌集『古今和歌集』も平仮名交じりの文体が採用されている。日本語の表記において漢字と仮名が交用されていく中で漢字の点画も平仮名のような曲線を帯びるようになっていった。こうした中で書道において、和様の書道が形成されるようになる。王羲之の書法を範としながらも新たな書法を生み出した小野道風をはじめ、藤原行成・藤原佐理らによって上代風とも呼ばれる新たな書風を生み出し、後に法性寺流・世尊寺流などの和様書法が出現した。また、大仏様などの大陸の影響を受けた寺院の建築様式に代わって日本独自の要素を取り込んだ和様建築が出現するようになった。